# Sindicato Nacional dos Farmacêuticos
O Sindicato Nacional dos Farmacêuticos (1935 — 1972) foi instituído por alvará de 27 de Março de 1935. Nele se integraram por imposição do Estado Novo todas as associações de farmacêuticos incluindo a Sociedade Farmacêutica Lusitana que apesar dos protestos acabou por ser integrada, ficando o seu nome como subtítulo do Sindicato e este seu legítimo sucessor.
Foi seu primeiro presidente Emílio Fragoso.
Logo em 1936, o Sindicato inicia a publicação do Jornal do Sindicato Nacional dos Farmacêuticos.
Em 1942 foi dada uma nova designação ao órgão do Sindicato Nacional dos Farmacêuticos, passando a chamar Jornal dos Farmacêuticos.
Em 1951, o Sindicato Nacional de Farmacêuticos passa a publicar a Revista Portuguesa de Farmácia.
A partir do final de 1957, o sindicato passou a nomear um farmacêutico com a função de representar o sindicato na Comissão Técnica dos Novos Medicamentos.